# Rohrleitungsbauverband
Der Rohrleitungsbauverband e. V. (rbv) ist ein Fachverband. Sitz der Geschäftsführung ist in Köln. Er vertritt die Interessen seiner Mitglieder – ausführende Unternehmen in der Leitungsbaubranche – und hat den Zweck, Technik und Wissenschaft im Leitungsbau und bei Netzdienstleistungen der Wasser- und Abwasserwirtschaft, der Energieversorgung sowie der Telekommunikation zu fördern. Seit dem 1. Januar 2009 nimmt der rbv zudem die Geschäftsführung der Bundesfachabteilung Leitungsbau im Hauptverband der Deutschen Bauindustrie e. V. wahr.

## Geschichte
Der rbv wurde am 21. Juni 1950 unter dem Namen  "Verband der Rohrleitungsbauunternehmen im Gas- und  Wasserfach e. V." in Hamburg gegründet.  Am 27. März 1956, folgte die Umbenennung in  „Rohrleitungsbauverband e. V.“. 1959 wurde der Verbandssitz von Hamburg nach Köln-Rodenkirchen verlegt. Im Jahr 1970 wurde unter Mitwirkung des rbv  das DVGW-Arbeitsblatt GW 301  veröffentlicht, das die Qualifikationskriterien für Rohrleitungsbauunternehmen festlegt. Bis heute bildet die GW 301 die wichtigste Grundlage für die Zertifizierung von Rohrleitungsbauunternehmen. 1973 folgte die Herausgabe einer Zusammenstellung der DIN-Normen und des DVGW-Regelwerkes für den Rohrleitungsbau. Seitdem wird jährlich eine überarbeitete Version in "bbr Fachmagazin für Brunnen- und Leitungsbau" herausgegeben. Um die Weiterbildung im Rohrleitungsbau zu unterstützen  wurde 1981 das Berufsförderungswerk des Rohrleitungsbauverbandes e. V. (brbv) gegründet. Mit einer Satzungsänderung 2010 wurde das Themenspektrum des Verbandes über die Bereiche Gas und Wasser hinaus auf die Medien Fernwärme, Abwasser, Strom und Daten ausgeweitet. Eine weitere Satzungsänderung im Jahr 2017 ermöglicht auch Ingenieurbüros und Herstellern die außerordentliche Mitgliedschaft im rbv. Heute hat der Verband 10 Landesgruppen und vereint etwa 600 Mitglieder.

## Organisation
Die ordentlichen Mitglieder des Verbandes werden in zehn regionalen Landesgruppen zusammengefasst. Der Rohrleitungsbauverband e. V. wird von einem Vorstand geführt, der auf die Dauer von zwei Jahren von den Mitgliedern gewählt wird. Die technisch-wissenschaftlichen Belange der Mitglieder werden durch den Technischen Lenkungskreis wahrgenommen, dessen Mitglieder durch den Vorstand berufen werden. Spezielle Fragen werden in den angeschlossenen Technischen Ausschüssen bearbeitet, welche die unterschiedlichen Sparten des Leitungsbaus repräsentieren. Für die Aus- und Weiterbildung der Mitarbeiter der Mitgliedsunternehmen ist der Ausschuss für Personalentwicklung des rbv zuständig. Auch dessen Angehörige werden durch den Vorstand ernannt.

## Aufgaben
Zu den Hauptaufgaben des Rohrleitungsbauverbands zählen die Wahrnehmung der fachlichen Interessen der Leitungsbauunternehmen  und die Vertretung der technischen Belange gegenüber Behörden und anderen Institutionen. Darüber hinaus arbeitet der rbv  an der Erstellung verschiedener Arbeitsblätter und Richtlinien  mit, insbesondere an der des DVGW-Regelwerks. Die technischen Regelwerke sollen die Sicherheit und Zuverlässigkeit der Gasversorgung und Wasserversorgung gewährleisten. Zudem unterstützt der rbv den DVGW bei der Überprüfung und Zertifizierung von Rohrleitungsbauunternehmen.
Eine weitere Satzungsaufgabe des Rohrleitungsbauverbands ist die Förderung der Qualifizierung der Mitglieder durch Weiterbildungsmaßnahmen. Über seine Bildungsinstitute schult der rbv  Mitarbeiter seiner Mitgliedsunternehmen. Der rbv hat gemeinsam mit der FH Aachen und dem Berufsförderungswerk der Bauindustrie NRW e.V. ein duales Studium begründet. Seit Anfang 2009 besteht der Studiengang im Fachbereich Bauingenieurwesen mit der Vertiefungsrichtung Netzingenieur an der FH Aachen. Im Rahmen der Öffentlichkeitsarbeit veranstaltet der Rohrleitungsbauverband in Kooperation mit gleichgerichteten Interessensvertretungen Informationsveranstaltungen, betreibt  Pressearbeit, erstellt  Broschüren und Bücher.

## Arbeitsblätter und Regelwerke
- GW 301
- DVGW-Regelwerk
- AGFW-Regelwerk
- DWA-Regelwerk
- DIN-Normen
- Unfallverhütungsvorschriften
- DVS-Richtlinien
- VdTÜV-Merkblätter